# ستيفن ماركوفيتش
ستيفن ماركوفيتش (بالإنجليزية: Steven Marković)‏ مواليد 14 مارس 1985 في سيدني، هو لاعب كرة سلة أسترالي. بدأ مسيرته الاحترافية في سنة 2002.

## المسيرة الاحترافية
لعب مع نادي ريد ستار لكرة السلة من سنة 2005 إلى 2008، ثم لعب مع تريفيزو لكرة السلة في الدوري الإيطالي في موسم 2008–2009، ثم لعب مع نادي رادنيتشكي كراغوييفاتس لكرة السلة من سنة 2010 إلى 2013، ثم لعب مع تاونسفيل كروكودايلز في الدوري الأسترالي من سنة 2013 إلى 2015، ثم لعب مع سيدني كينجز في موسم 2015–2016.

## روابط خارجية
- ستيفن ماركوفيتش على موقع الاتحاد الدولي لكرة السلة (الإنجليزية)
- ستيفن ماركوفيتش على موقع كرة السلة الأوروبية.كوم (الإنجليزية)
- ستيفن ماركوفيتش على موقع ريلجم (الإنجليزية)
- ستيفن ماركوفيتش على موقع بروبوليرز (الإنجليزية)
- ستيفن ماركوفيتش على موقع سبورتس رفرنس (الإنجليزية)